# Mitsubishi
Mitsubishi Group (三菱グループ, Mitsubishi gurūpu) est un important conglomérat (keiretsu) japonais, composé de plus de 300 sociétés. Ancien zaibatsu, constituant la colonne vertébrale du complexe militaro-industriel japonais jusqu'en 1945, le conglomérat est considéré comme un keiretsu depuis la fin de l'occupation du Japon par les États-Unis.
Mitsubishi Group se classait en 2023 au 35e rang mondial pour la production d'armement.

## Fondation

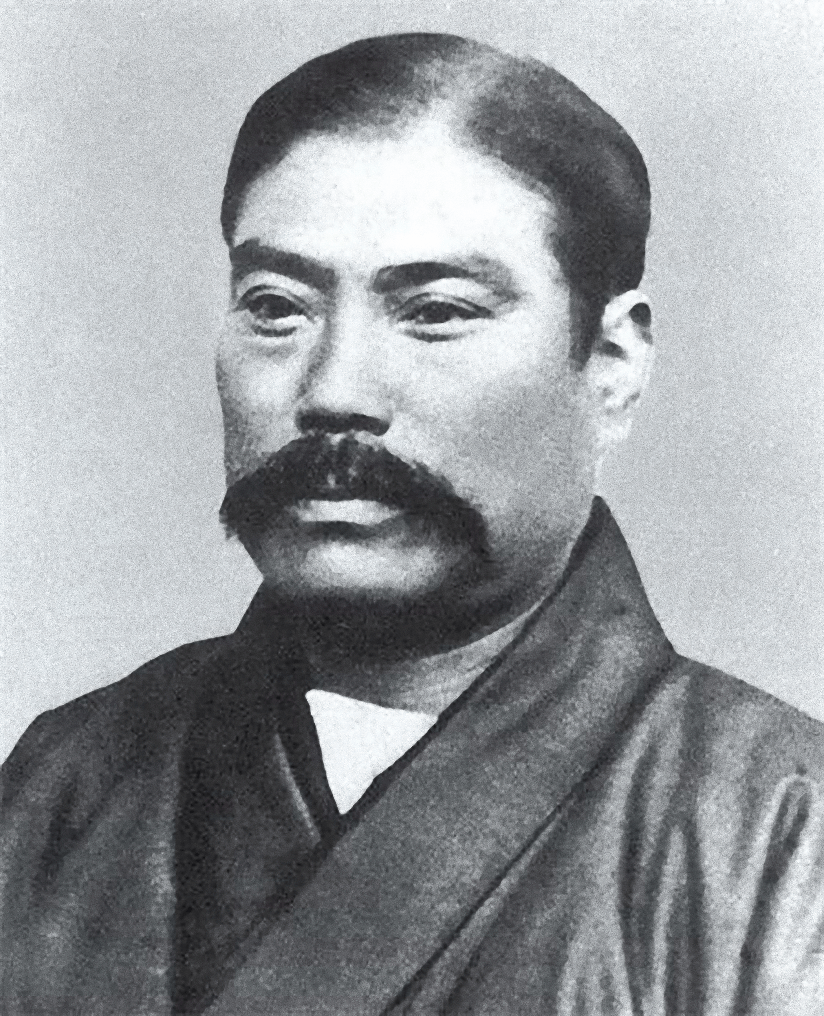
Iwasaki Yatarō

Créée en 1870 par Iwasaki Yatarō, elle est d'abord une entreprise de transport maritime exploitant des bateaux à vapeur. Le nom Mitsubishi, vient du pavillon des bateaux de la société, qui représente trois losanges (Mitsu- Trois et -bishi mâcre nageante, macle ou losange).
C'est en 1873 que la compagnie prend le nom de Mitsubishi Shokai et commence à investir dans l'exploitation minière avec l'achat de la mine de cuivre de Yoshioka, de l'importante mine de charbon de Takashima en 1881, qui représentera 91,6 % des bénéfices totaux du groupe en 1885, et de la mine d'argent d'Ikuno en 1896. Sous l'impulsion de son fondateur, Mitsubishi deviendra un des zaibatsu les plus puissants du Japon[réf. nécessaire].

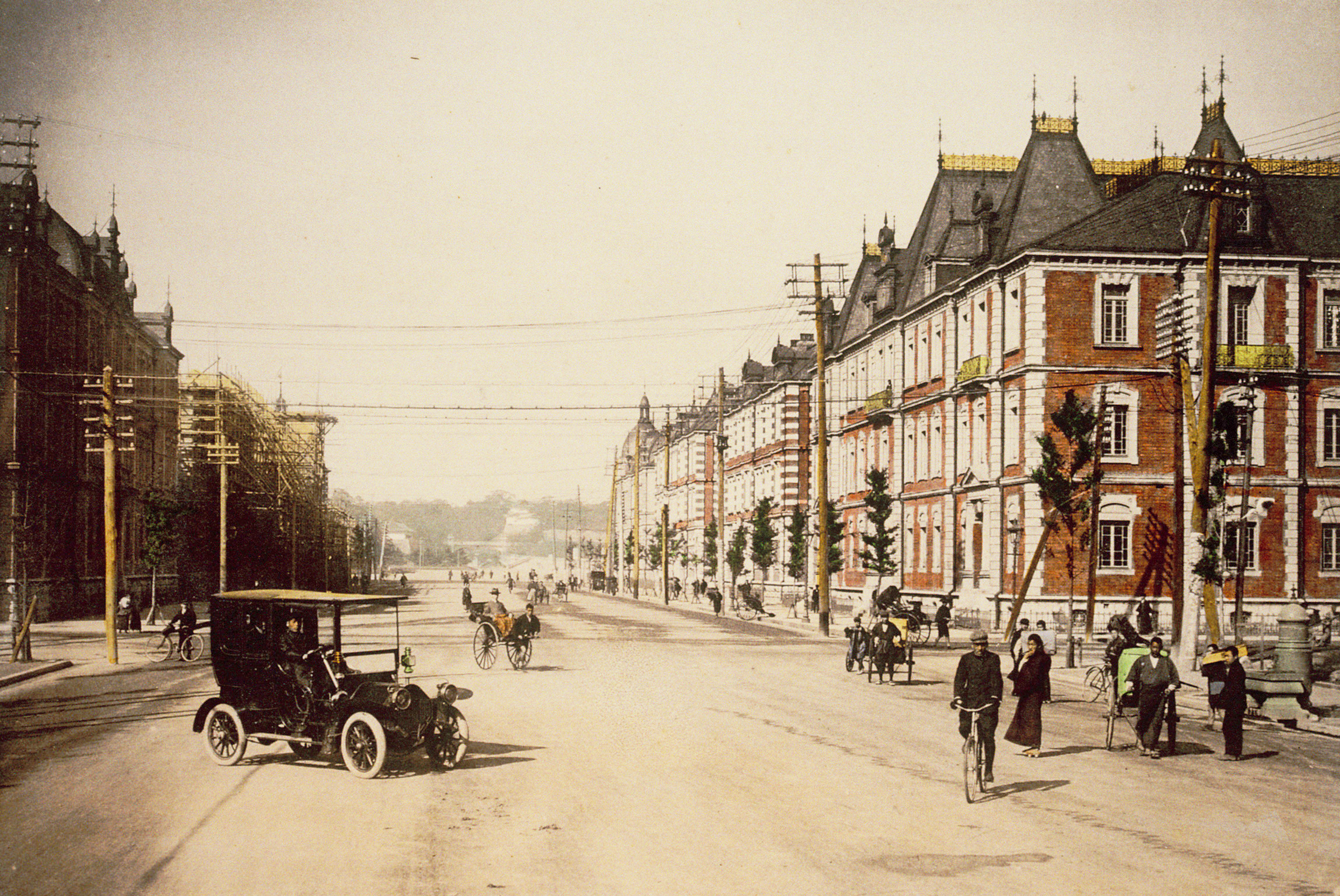
Siège de Mitsubishi dans le quartier Marunouchi, années 1920.

À partir de la fin du XIXe siècle, la compagnie (qui gère à elle seule la moitié du trafic maritime japonais) entre dans une phase de diversification qui aboutira à la création de diverses entités dont :
- Mitsubishi Bank est une banque fondée en 1919. Après sa fusion avec la Bank of Tokyo en 1996, le groupe est devenu la première banque du Japon. Elle fait partie de Mitsubishi UFJ Financial Group.
- Mitsubishi Corporation, sōgō shōsha fondée en 1893, sert au financement interne du groupe.
- Mitsubishi Heavy Industries rassemble à l'origine les activités industrielles du groupe.
- Mitsubishi Motors est le 6e constructeur automobile japonais.
- Mitsubishi Atomic Industry s'occupe de la production d'énergie nucléaire.
- Mitsubishi Chemical est la première entreprise chimique japonaise.
- Mitsubishi Electric, fondée en 1921, fabrique des composants et matériels électriques et électroniques.
- Nikon, marque bien connue pour ses appareils photo.
- Nippon Yusen Kaisha, dit couramment NYK Line, et ses différentes filiales de transports et logistique, une des plus grandes entreprises mondiales de transports maritimes et de logistique des marchandises.

Pendant les guerres menées par le Japon en Asie l'entreprise, en symbiose avec l'armée japonaise, s'occupait du commerce entre le Japon, la Chine et le Manchoukouo, et en particulier de l'importation de l'opium persan, participant ainsi à l'intoxication massive du continent chinois.

## Démilitarisation
À la fin de la Seconde Guerre mondiale, le Japon est occupé par les Américains. Le général MacArthur gouverne le pays. Les États-Unis veulent éliminer les zaibatsu, les principaux groupes du complexe militaro-industriel japonais, tels Mitsubishi (qui avait produit, entre autres, les fameux chasseurs Zero).
L'administration prononce donc la dissolution du groupe, avec interdiction de se reformer, le 30 septembre 1946. D'autres groupes, tel Sumitomo, subiront le même sort. Les différentes sociétés du groupe Mitsubishi ont interdiction de conserver des liens financiers et leur emblème est même interdit. Ce dernier reviendra progressivement.
Officiellement, depuis cette époque, les sociétés n'ont plus qu'un seul lien : une ancienne maison, où se retrouvent régulièrement les présidents pour distribuer des subventions (autorisées) aux partis politiques et décider des filiales autorisées ou non à porter le nom et l'emblème Mitsubishi. Mais de fait, très lentement, on assiste, de-ci, de-là, à des regroupements ou rapprochements.

## Situation contemporaine
Les sociétés Mitsubishi sont considérées comme traditionnelles, plutôt productrices de biens et services haut de gamme. Elles sont en général très attentives à leur image de marque. Beaucoup travaillent en grande partie pour les administrations.

## Liste des entreprises Mitsubishi

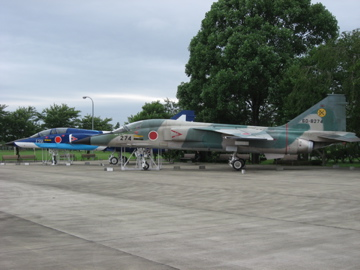
Mitsubishi T-2 et Mitsubishi F-1, les premiers avions de combat de conception japonaise construit après la seconde guerre mondiale.

Selon le site officiel, en août 2024:
- Astomos Energy
- AGC Inc.
- ENEOS Holdings, Inc.
- Kirin Brewery Co., Ltd.
- DAINIPPON TORYO
- Tokio Marine & Nichido Fire Insurance Co., Ltd.
- Nikon Corp.
- TATA CONSULTANCY SURVICES
- Nippon Yusen Kaisha
- Mitsubishi HC Capital Inc.
- Mitsubishi Auto Leasing Corporation
- Mitsubishi Kakoki Kaisha, Ltd.
- Mitsubishi Gas Chemical Company, Inc.
- Mitsubishi Chemical Group
- Mitsubishi Ore Transport Co., Ltd.
- Mitsubishi Estate Co., Ltd.
- Mitsubishi Motors Corp., membre de l'Alliance Renault-Nissan-Mitsubishi
- Mitsubishi Heavy Industries, Ltd.
- Mitsubishi Corporation
- Mitsubishi shokuhin Co., Ltd.
- Mitsubishi Steel Mfg. Co., Ltd.
- Mitsubishi Paper Mills, Ltd.
- Mitsubishi Logistics Corp.
- Mitsubishi Research Institute, Inc.
- Mitsubishi Electric Corp.
- Mitsubishi Fuso Truck & Bus Corp.
- Mitsuibishi Precision Co.,Ltd.
- Mitsubishi Materials Corp.
- Mitsubishi UFJ Asset Management Co., Ltd.
- MUFG Bank, Ltd.
- Mitsubishi UFJ Securities Holdings Co.,Ltd.
- Mitsubishi UFJ Trust and Banking, Corp.
- Mitsubishi UFJ NICOS Co., Ltd.
- Meiji Yasuda Life Insurance Co.
- Mitsubishi UBE Cement Corporation
- LAWSON